# Liste der Bodendenkmale in Bornstedt (bei Eisleben)
In der Liste der Bodendenkmale in Bornstedt (bei Eisleben) sind alle Bodendenkmale der Gemeinde Bornstedt und ihrer Ortsteile aufgelistet. Grundlage ist die Veröffentlichung der Landesdenkmalliste mit Stand vom 25. Februar 2016.  Die Baudenkmale sind in der Liste der Kulturdenkmale in Bornstedt (bei Eisleben) aufgeführt.
| Denkmal-ID | Fundart            | Ortsteil  | Bezeichnung              | Zeitstellung | Lage                                                                                                  | Bemerkungen | Bild |
| ---------- | ------------------ | --------- | ------------------------ | ------------ | --- | --- | ---- |
| 428300385  | Befestigung > Burg | Bornstedt | Spornburg „Schweinsburg“ | Mittelalter  | 0,2 km nordöstlich vom Ort (Lage)                                                                     | Bergfried, Ruinenreste, vorgelagerte große umwallte Vorburg durch Gaststättenbetrieb und Sportplatz gestört, Anlage in guten Zustand |      |
| 428300286  | besonderer Stein   | Bornstedt | Bauernstein              | Mittelalter  | direkt vor einer Gaststätte in der Karl-Marx-Str. /Hauptstraße auf dem vorgelagerten Parkplatz (Lage) | „reparierter Zustand“ |      |